# Fédération ouvrière régionale argentine
Pour les articles homonymes, voir Fora.
La Fédération ouvrière régionale argentine (en espagnol : Federación Obrera Regional Argentina) ou FORA est une organisation anarcho-communiste (considérée souvent à tort comme anarcho-syndicaliste alors que la FORA a développé un concept tout à fait original et particulier, que l'on peut qualifier d’« anarchisme globaliste ») qui agit dans la « région mondiale » argentine. Après avoir longtemps fait partie de l’Association internationale des travailleurs elle fait partie depuis 2018 de la Confédération internationale du travail .

## Histoire

### Création

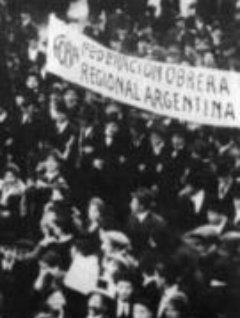
Manifestation de la FORA en 1915

C’est en 1901 que se forme la Fédération ouvrière argentine (en espagnol : Federación Obrera Argentina) ou FOA dont le congrès constitutif se tient les 25 et 26 mai à Buenos Aires. Initialement la FOA est constituée d’une quarantaine de sociétés ouvrières anarchistes et socialistes. En avril 1902, lors du IIe congrès, les divergences entre les anarchistes (majoritaires) et les socialistes (minoritaires) aboutissent à une scission. Les sociétés ouvrières anarchistes (7 630 membres) restèrent dans la FOA tandis que les sociétés ouvrières socialistes (1 780 membres) formèrent l’Union générale du travail (UGT).
C’est en 1904 (lors du IVe congrès) que l’organisation change de nom pour prendre son nom actuel, devenant ainsi la FORA (Fédération ouvrière régionale argentine). L’ajout du terme « régional » est une façon de marquer l’Anationalisme souhaité par la FORA. En effet, dans l'esprit de la Première Internationale, la FORA se définissait comme section d'une région du monde désignée par le mot « argentine », ne reconnaissant aucune légitimité à l'État-nation argentin. La FORA se démarquait donc de l'internationalisme, lequel suppose la reconnaissance de la division du monde en États-nations, entretenant des relations entre eux (inter - nationalisme).

### Apogée jusqu'en 1930
Le Ve congrès (1905) est important pour la FORA puisqu’il voit l’affirmation de son orientation vers le communisme libertaire : « Le Ve Congrès de la FORA déclare que non seulement il approuve mais qu’il recommande à tous ses adhérents, le plus amplement, la propagande et l’illustration par l’exemple des principes économico-philosophiques du communisme anarchiste (principios económicos y filosóficos del comunismo anárquico) ».
En 1915 le IXe congrès est marqué par une scission au sein de la FORA. La majorité syndicaliste révolutionnaire choisit d’éliminer le principe du communisme libertaire (donc le principe d’anarchie) comme finalité de la FORA. À partir de ce moment la FORA se scinde en deux :
- La FORA du IXe congrès, constituée de syndicalistes révolutionnaires, d’une minorité de socialistes et de quelques communistes (appelée FORA-9o ou FORA sindicalista)
- La FORA du Ve congrès, restée fidèle au principe de l’anarchisme (appelée FORA-5o ou FORA communista)

Les deux FORA coexisteront jusqu’à ce que la FORA du IXe congrès fusionne avec d’autres syndicats pour former l'Union syndicale argentine (en espagnol : Unión Sindical Argentina) en 1922.
La FORA Ve fut très importante jusqu’en 1930, elle sera à l’origine de plusieurs grandes grèves générales en Argentine et de nombreuses manifestations et sera l’un des plus importants acteurs des mouvements sociaux en Argentine. Elle a compté jusqu’à près d’un demi-million d’adhérents dans les années 1920. Elle est aussi représentée par le journal anarchiste La Protesta (qui existe toujours actuellement).

### Déclin

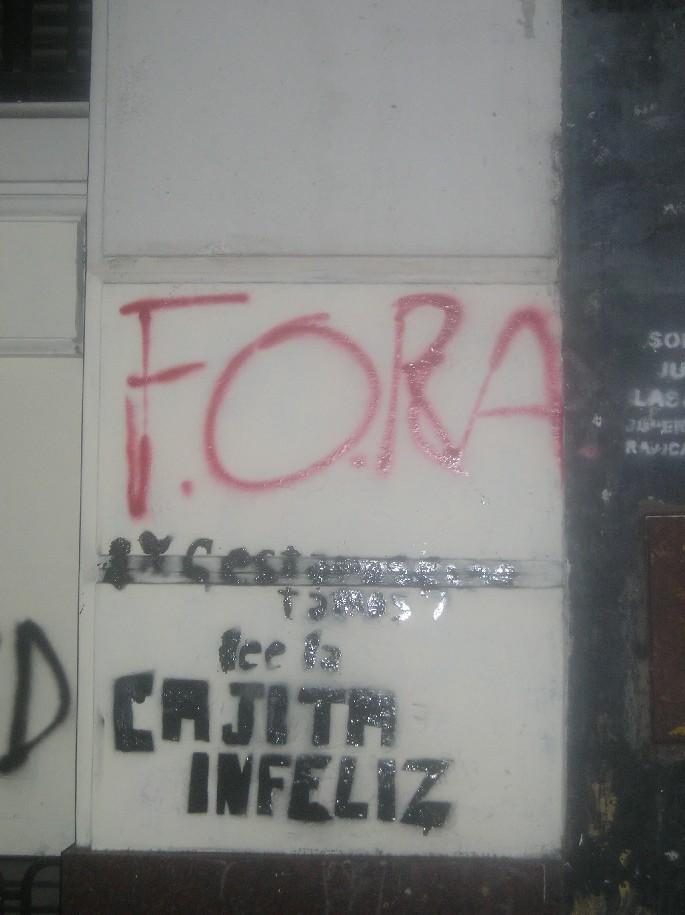

Les différentes scissions ainsi que la très dure répression qui s’est abattue sur les militants anarchistes (assassinats, déportations de militants, destruction de locaux…) furent à l’origine du déclin de la FORA. Le coup d’État du général José Félix Uriburu et la dictature qui s’ensuivit, puis l'intégration des courants syndicalistes dans les régimes successifs (jusqu'à celui du populiste Juan Perón) achevèrent d’anéantir la FORA.
Aujourd’hui, bien qu'affaiblie par la répression et la régression du mouvement anarchiste en général, la FORA existe toujours et continue vaille que vaille son travail de diffusion des idées et pratiques communistes anarchistes. Toujours en situation d'organisation groupusculaire, elle a néanmoins connu un regain d'intérêt à la suite du mouvement de décembre 2001, qui a vu l'application de nombre de ses concepts.